# Domarat z Pierzchna
Domarat z Pierzchna, z Iwna herbu Grzymała (zm. w 1399/1400 roku) – starosta generalny Wielkopolski w latach 1383–1387, kasztelan poznański w 1382 roku, starosta Międzyrzecza w 1384 roku.
Pochodził z wielkopolskiego rodu Grzymałów.
Syn Jarosława z Iwna, kasztelana poznańskiego, wojewody poznańskiego, wieloletniego zaufanego współpracownika Kazimierza III Wielkiego. Po raz pierwszy Domarat z Iwna wzmiankowany jest jako poseł arcybiskupa gnieźnieńskiego Janusza Suchywilka do Awinionu w 1373 roku. W 1378 roku wzmiankowany jako władający Międzychodem. Po śmierci Elżbiety Łokietkówny w 1380 roku, Domarat znalazł się w radzie wielkorządców Królestwa Polskiego powołanej przez Ludwika Węgierskiego. Przeciwko niemu występowała opozycja przeciwników króla Ludwika. W 1381 stanął na czele wyprawy przeciwko Bartoszowi Wezenborgowi, który stał na czele stronnictwa popierającego Siemowita IV mazowieckiego, a od 1384 kierował działaniami zbrojnymi przeciwko tej opozycji (tzw. wojna Grzymalitów z Nałęczami).
Ostatni raz Domarat z Iwna odnotowany jest w źródłach pod datą 26 maja 1399 roku, a nie żył już 23 stycznia 1400 roku, ponieważ wówczas przed sądem stanęła wdowa po Domaracie Hanka wraz z nieletnimi dziećmi. Jego braćmi był Dziersław (Dzierżko) z Iwna oraz Mroczek z Zajączkowa.